# Apozomus
Genre
Apozomus est un genre de schizomides de la famille des Hubbardiidae.

## Distribution
Les espèces de ce genre se rencontrent en Océanie, en Asie de l'Est, en Asie du Sud-Est et aux Seychelles.

## Liste des espèces
Selon Schizomids of the World (version 1.0) :
- Apozomus alligator Harvey, 1992
- Apozomus brignolii Cokendolpher & Reddell, 2000
- Apozomus buxtoni (Gravely, 1915)
- Apozomus cactus Harvey, 1992
- Apozomus daitoensis (Shimojana, 1981)
- Apozomus eberhardi Harvey, 2001
- Apozomus gerlachi Harvey, 2001
- Apozomus gunn Harvey, 1992
- Apozomus howarthi Harvey, 2001
- Apozomus pellew Harvey, 1992
- Apozomus rupina Harvey, 1992
- Apozomus sauteri (Kraepelin, 1911)
- Apozomus termitarium Cokendolpher, Sissom & Reddell, 2010
- Apozomus volschenki Harvey, 2001
- Apozomus watsoni Harvey, 1992
- Apozomus weiri Harvey, 1992
- Apozomus yamasakii (Cokendolpher, 1988)
- Apozomus yirrkala Harvey, 1992
- Apozomus zhensis (Chen & Song, 1996)

## Publication originale
- Harvey, 1992 : The Schizomida (Chelicerata) of Australia. Invertebrate Taxonomy, vol. 6, no 1, p. 77-129.